# James Kitching

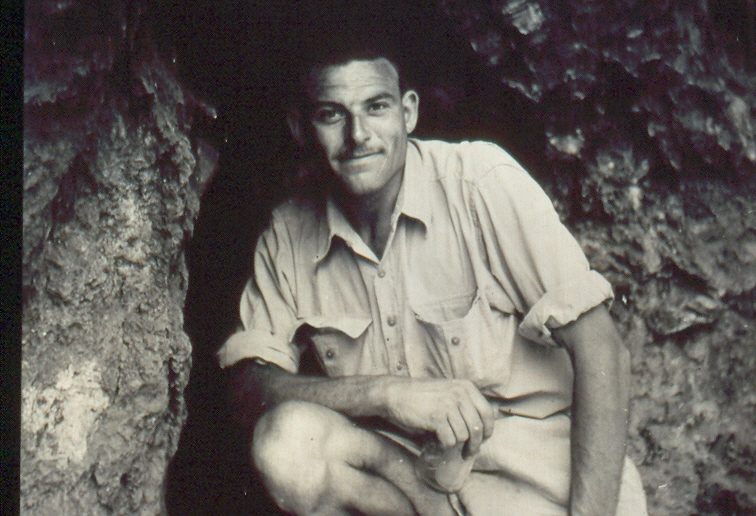
Kitching 1947

James William Kitching (* 6. Februar 1922; † 24. Dezember 2003) war ein südafrikanischer Wirbeltierpaläontologe und gilt als einer der erfolgreichsten Fossiliensammler Südafrikas.

## Leben
Kitching sammelte schon als Jugendlicher Fossilien in der Gegend von Nieu-Bethesda im Osten der Kapprovinz, wo seine Familie eine Farm hatte und sein Vater Straßen baute (und dabei Fossilien sammelte). Der schottische Arzt und Paläontologe Robert Broom (1866–1951), der Professor am Victoria College in Stellenbosch und Kurator im South African Museum in Kapstadt war, ermunterte die Familie wie auch andere Farmer zum Fossiliensammeln. James Kitching erwies sich dabei als besonders eifrig – mit sieben Jahren entdeckte er eine eigene Art, von Broom Youngopsis kitchingi genannt.
Er sammelte insbesondere über Jahrzehnte im Karoo-Gebiet und galt als Autorität für die Therapsiden des Perm und der Trias und die Stratigraphie dieser Zeit im Karoo (Beaufort-Gruppe). Solche Fossilien wurden schon in den 1830er Jahren im Karoo-Gebiet vom schottischen Ingenieur und Amateur-Geologen Andrew Geddes Bain gefunden und später sammelte Robert Broom im Karoo. Als das Bernard Price Institute of Paleontological Research 1945 an der Witwatersrand-Universität in Johannesburg gegründet wurde, wurde Kitching dort angestellt. Trotz fehlender formaler Ausbildung wurde er 1972 an der University of the Witwatersrand für seine Arbeit in der Karoo promoviert und wurde Professor und Direktor des Bernard Price Institute. Dort befinden sich auch seine Sammlungen. 1990 ging er offiziell in den Ruhestand, arbeitete aber bis zu seinem Tod weiter als Honorary Research Fellow des Instituts.
Ein weiterer Schwerpunkt seiner Arbeit war die Biostratigraphie der Elliot-Formation der südafrikanischen Trias und der Clarens-Formation des Jura (siehe auch Karoo-Supergruppe). Er befasste sich auch mit Wirbeltierfossilien des Pleistozän bei Ausgrabungen in verschiedenen Höhlen. Unter anderem fand er 1947 Australopithecus-Fossilien in der Cave of Hearths in Makapansgat, damals von Raymond Dart als eigene Art beschrieben und heute Australopithecus africanus zugeordnet. In diesem Zusammenhang studierte er auch pleistozäne Fossilien in Europa.
Als Teilnehmer der US-amerikanischen Antarktisexpedition 1970/71 in den Queen Maud Mountains entdeckte er die ersten Therapsiden-Fossilien (Thrinaxodon) in der Antarktis aus derselben Zeit wie die Lystrosaurus-Funde in Südafrika, was ein weiterer Hinweis auf die einstige Verbindung mit Afrika war.
1977 grub er aus Anlass von Straßenbauarbeiten im Golden Gate Highlands National Park ein Gelege von 190 Millionen Jahre alten Dinosauriereiern von Massospondylus aus, die nach der Präparation gut erhaltene Embryos zeigten.
In seinem Heimatort Nieu-Bethesda ist ein Museum mit seinen Funden (Kitching Fossil Exploration Center).

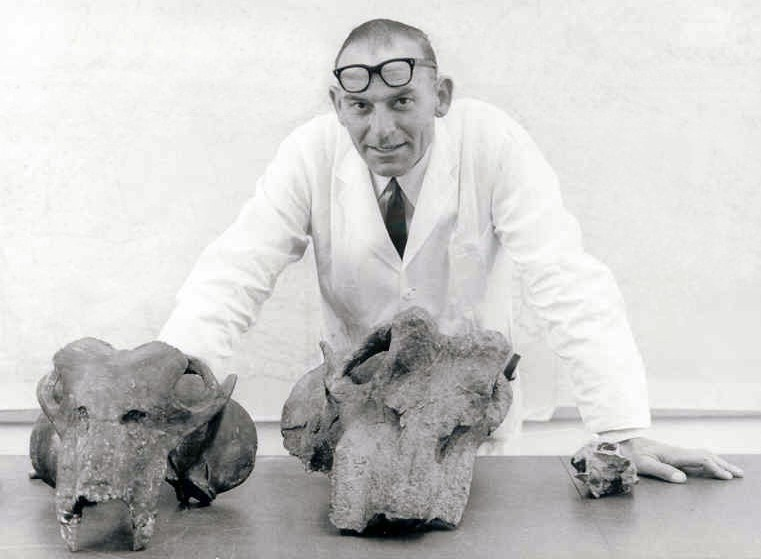
Kitching mit Fossilien von Lystrosaurus

Er war verheiratet, nahm seine Familie mit zum Fossiliensammeln und leitete seine Kinder von frühester Jugend dazu an.

## Ehrungen
- Ehrendoktor der Nelson Mandela Metropolitan University und der University of the Witwatersrand
- Gold Award der Zoological Society of South Africa
- Draper Award der Geological Society of South Africa
- Ehrenmitglied auf Lebenszeit der Society of Vertebrate Paleontology
- Ehrenmitglied der Palaeontological Society of Southern Africa
- Morris Skinner Award der Society of Vertebrate Paleontology
- der Kitching Ridge am Shackleton-Gletscher in der Antarktis ist nach ihm benannt.